# Dyšna

Dyšna (a)

Dyšna je zařízení lokomotivního parního kotle, které vytváří umělý tah. Je umístěné v dýmnici.
Funkce dyšny je založena na tom, že pára, proudící ze speciální trysky prostorem dýmnice do komína, s sebou strhává okolní vzduch se spalinami, čímž vzniká podtlak. Princip je stejný, jako u parní vývěvy. Podtlak, vyvolaný odsátím dýmu žene čerstvý vzduch do topeniště. Tento podtlak může dosáhnout i několika desítek milibarů, což je stejný efekt, jako tah několik set metrů vysokého komína. Díky tomu může lokomotivní kotel vyrábět velké množství páry, ač je přirozený tah nízkého lokomotivního komína nepatrný.
U parních lokomotiv se pro vytváření podtlaku využívá použitá pára, vyfukovaná z parního stroje. Díky tomu je zajištěna zpětná vazba: vyšší výkon parního stroje se projeví větším objemem spotřebované páry a tím vyšším tahem. Vzduch pak proudí rychleji topeništěm a způsobuje rychlejší hoření paliva a tím i rychlejší vývin páry.
Nejjednodušší typ dyšny měly už první parní lokomotivy. U menších lokomotiv se používal až do konce parní éry. Jednalo se o jednoduchou zužující se hubici, namířenou přesně do komína.
Ve dvacátém století byly vynalezeny dva významné nové druhy dyšen:
- Dyšna Giesl, která nevytváří kulatý, nýbrž plochý proud páry. Plochý proud má větší povrch, a i při nižší rychlosti proudící páry odvede stejné množství spalin, jako klasická dyšna. Je možno snížit tlak výfukové páry a tím i o několik procent zvýšit výkon parního stroje. I přes licenční poplatky ji na lokomotivy montovalo mnoho společností, včetně ČSD. Lokomotivy, vybavené touto dyšnou je možno poznat podle „placatého“ komína. Autorem konstrukce je Adolph Giesl-Gieslingen.
- Dyšna KylChap, pojmenovaná podle svých vynálezců Fina Kyösti Kylälä a Francouze Chapelona, která pomocí sady speciálních trysek a nástavců dále snižuje potřebný tlak páry. Montovala se i na poslední řady československých parních lokomotiv.

U lokomotiv s uzavřeným oběhem páry (pára kondenzovala ve speciálních chladičích a voda byla znovu použita) nemohla být dyšna použita a místo ní byl montován odstředivý ventilátor.
Koaxiálně s dyšnou byla do dýmnice montována také dmychavka. Je to trubice s otvory, do níž bylo možno zvláštním kohoutem z kabiny pustit páru a vyvolat tak umělý tah i pokud není dyšna v činnosti (například pokud lokomotiva stojí nebo jede výběhem).

## Konstruktéři
- Adolph Giesl-Gieslingen
- André Chapelon
- Kyösti Kylälä
- Jean Lemaître
- Livio Dante Porta